# Ansett Australia
Ansett Australia was een van de grootste Australische luchtvaartmaatschappijen voor zowel lokale vluchten als internationale vluchten. Ansett Australia werd in 1935 opgericht door Reg Ansett. In de tweede helft van de 20e eeuw en vooral in de jaren 80 bloeide de luchtvaartmaatschappij. Er werden echter ook verkeerde investeringen gedaan. Ansett betaalde bijvoorbeeld tijdens de Olympische Spelen van 2000 in Sydney miljoenen dollars om als enige de titel "officiële luchtvaartmaatschappij" te hebben. Hierdoor werd de financiële positie van het bedrijf aanzienlijk verzwakt. Onder andere concurrentie met Qantas, overbetaalde werknemers, een verouderde vloot met Boeing 767s die aan de grond moesten blijven, zorgden ervoor dat Ansett dagelijks veel schulden maakte. De nekslag kwam met de aanslagen van 11 september 2001 waardoor, zoals bij veel vliegtuigmaatschappijen, het aantal passagiers afnam. Eind 2001 werd Ansett failliet verklaard.